# Хромит
Хроми́т (хромистый железняк, хромистая шпинель) — минерал хрома.
Крайний член изоморфного ряда хромшпинелидов переменного состава магнезиохромит (MgCr2O4) — хромит (FeCr2O4) из класса оксидов.
Наряду с другими хромшпинелидами относится к группе (семейству) шпинели.

## История
В 1798 году минерал был выделен как хромит алюминия Луи Вокленом, первооткрывателем хрома.
В 1845 году Вильгельм Гайдингер назвал минерал — хромит.

## Свойства
- Химическая формула: Fe2+Cr3+2O4[2]

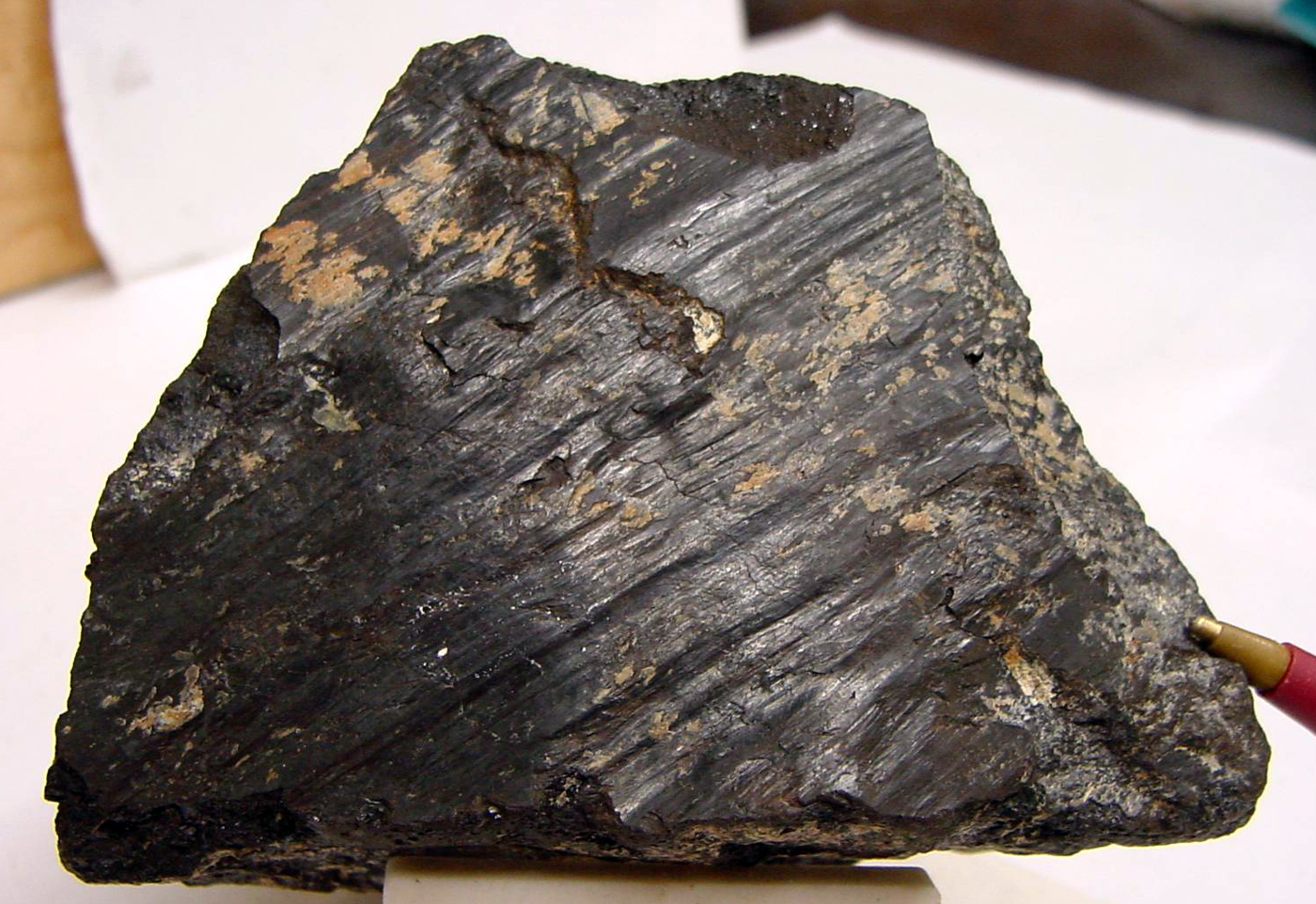
Хромит (Chromite)

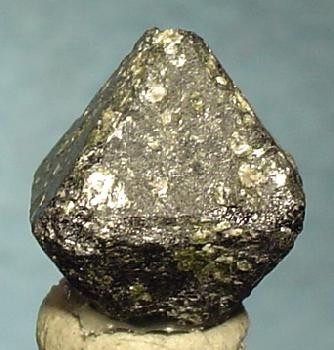
Кристалл хромита

- цвет: чёрный до буроватого. Непрозрачен, в шлифе может просвечивать буровато-красным цветом
- твёрдость: 5,5-7,5
- плотность: 4,5-5,0
- Блеск: от металлического до полуметаллического
- Излом: раковистый.
- Температура плавления: 2180°

Обладает слабыми магнитными свойствами.

## Распространение
Минерал хромит встречается в магматических горных породах — хромитах, состоящих главным образом из хромшпинелидов (около 90 %) в срастании с серпентином, оливином и пироксеном.
Хромиты являются ценной хромовой рудой и в случаях, когда образуют большие скопления, добываются в промышленных масштабах. Крупные месторождения хромитов, разрабатываемые промышленным способом, находятся в странах Турция, ЮАР, Финляндия, Казахстан, Куба, Албания, Филиппины, Зимбабве, Индия.
В России значительные месторождения имеются в Якутии и на Урале. Используется как руда на хром, для изготовления хромовых красок и химических препаратов хрома. Кроме этого, применяется для изготовления огнеупорных материалов.